# Corticaria delgerchangaji
Corticaria delgerchangaji es una especie de coleóptero de la familia Latridiidae.

## Distribución geográfica
Habita en Mongolia.